# 大家庄村
大家庄村（おおえのしょうむら）は、かつて富山県下新川郡にあった村。

## 沿革
- 1889年（明治22年）4月1日 - 町村制の施行により、下新川郡大家庄村の区域の一部、三枚橋村、金山村、窪田村、下山新村、下林新村、高橋村、横水村、野新村、舟川新村、不動堂村、杉森村、岡開新村及び日吉新村の区域の一部の区域をもって、下新川郡大家庄村が発足する。
- 1954年（昭和29年）8月1日 - 下新川郡泊町、五箇庄村、宮崎村、境村、大家庄村、山崎村及び南保村が合併して、下新川郡朝日町が発足する。

## 歴代村長
出典→
1. 草野兵十郎（1889年3月16日 - 1894年3月24日）
2. 梅沢俊平（1894年4月23日 - 1902年8月26日）
3. 小川弥三郎（1902年10月15日 - 1907年1月12日）
4. 大久保章左衛門（1907年3月7日 - 1907年10月15日）
5. 二上梅次郎（1907年12月7日 - 1908年3月30日）
6. 野崎義尭（1909年5月3日 - 1913年5月6日）
7. 川上吉治（1913年5月16日 - 1922年1月7日）
8. 大久保与三吉（1922年1月20日 - 1930年1月18日）
9. 高島規（1930年1月18日 - 1935年11月27日）
10. 高田六之助（1935年1月12日 - 1937年3月17日）
11. 藤田二之次郎（1937年2月20日 - 1937年7月16日）
12. 清水源助（1937年7月19日 - 1940年8月26日）
13. 清水伝平（1940年9月30日 - 1944年9月29日）
14. 藤田二之次郎（1944年1月11日 - 1946年9月16日）
15. 藤田安郎（1947年4月5日 - 1948年10月8日）
16. 高島規（1948年11月27日 - 1954年7月31日）